# Ruine Birchiburg
Die Ruine Birchiburg, auch Burg Birkenberg genannt, ist die Ruine einer Höhenburg auf 515,6 m ü. NN im hinteren Möhlintal unterhalb des Klosters St. Ulrich am Nordhang des Birkenberges circa 3,5 Kilometer südöstlich der Gemeinde Bollschweil im Landkreis Breisgau-Hochschwarzwald in Baden-Württemberg.

## Geschichte
1291 wird der Birkenberg erstmals als „manlehen ze birchiberg“ erwähnt. Die Ersterwähnung der im Zentrum des mittelalterlichen Bergbaureviers am Birkenberg gelegenen Burg erfolgt 1347 im Testament von Johann Schnewlin der Gresser, dessen Familie Burgherren auf Birchiburg waren, als „festi ze Birchiberg“. Er vererbt die Burg den Söhnen seines Bruders Konrad Snewlin von Oberlinden, da sein einziger Sohn Augustinermönch ist. Dieser Familienzweig nennt sich von da an „von Birchiberg“. Um 1377/78 wurde die Burg zerstört. Die überlieferten Urkunden geben dabei keine genauen Hinweise auf die Gründe der Zerstörung. Vermutet wurde, dass es sich um eine Art Strafaktion gehandelt haben könnte, an der im Rahmen des Oberrheinischen Städtebundes auch die Freiburger Bürgerschaft beteiligt war. 1998 bis 2002 führte das Institut für Ur- und Frühgeschichte und Archäologie des Mittelalters der Albert-Ludwigs-Universität Freiburg Ausgrabungen im Bereich der Burg durch, die von der Deutschen Forschungsgemeinschaft (DFG) gefördert wurden.

## Beschreibung
Nach den Ausgrabungsbefunden verfügte die Burganlage über einen quadratischen Turm mit einer Seitenlänge von circa 5,5 bis 6 Metern und mindestens ein Wohngebäude. Sie wurde auf drei Seiten durch eine wenigstens 5 Meter hohe Mantelmauer und im Süden durch eine Schildmauer geschützt. Auf der Westseite war ein Abortturm mit Abwasserkanal angebaut. Heute sind von der Anlage nur noch Mauerreste erhalten.